# スイスのチーズ

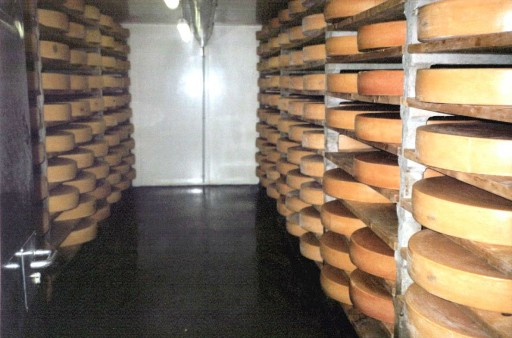
ザンクト・ガレン近くの小規模チーズ製造所の貯蔵室

この項ではスイスのチーズ、すなわちスイスで生産されるチーズについて説明する。

## 種類
スイスでは多くの種類のチーズが生産されているが、生産量が多いのはエメンタール、グリュイエール、アッペンツェラー、ティルジット、スプリンツなどである。特に前二者は世界的に名の知られたチーズと言える。
| 名称                               | 主な生産地     | 備考                                                                                           |
| ---------------------------------- | -------------- | ---------------------------------------------------------------------------------------------- |
| エメンタール Emmentaler            | ベルン州       | 特徴である気泡は凝乳の急速発酵で形成される。                                                   |
| グリュイエール Gruyère             | フリブール州   |                                                                                                |
| アッペンツェラー Appenzeller       | アッペンツェル | 独特の強烈な匂いを持つ。                                                                       |
| スプリンツ Sbrinz                  | 中央スイス     | ヨーロッパで最も古いタイプのチーズとされる。                                                   |
| テット・ド・モアンヌ Tête de moine | ジュラ州       | ジロール (Giroll) というカッターで薄く切って食べる。「坊主の頭」という風変わりな名前のチーズ。 |
| シャプツィガー Schabziger          | グラールス州   | ハーブ入りチーズ。サプサーゴ (Sapsago) とも言う。                                              |
| ラクレット Raclette                | ヴァレー州     |                                                                                                |

## 生産

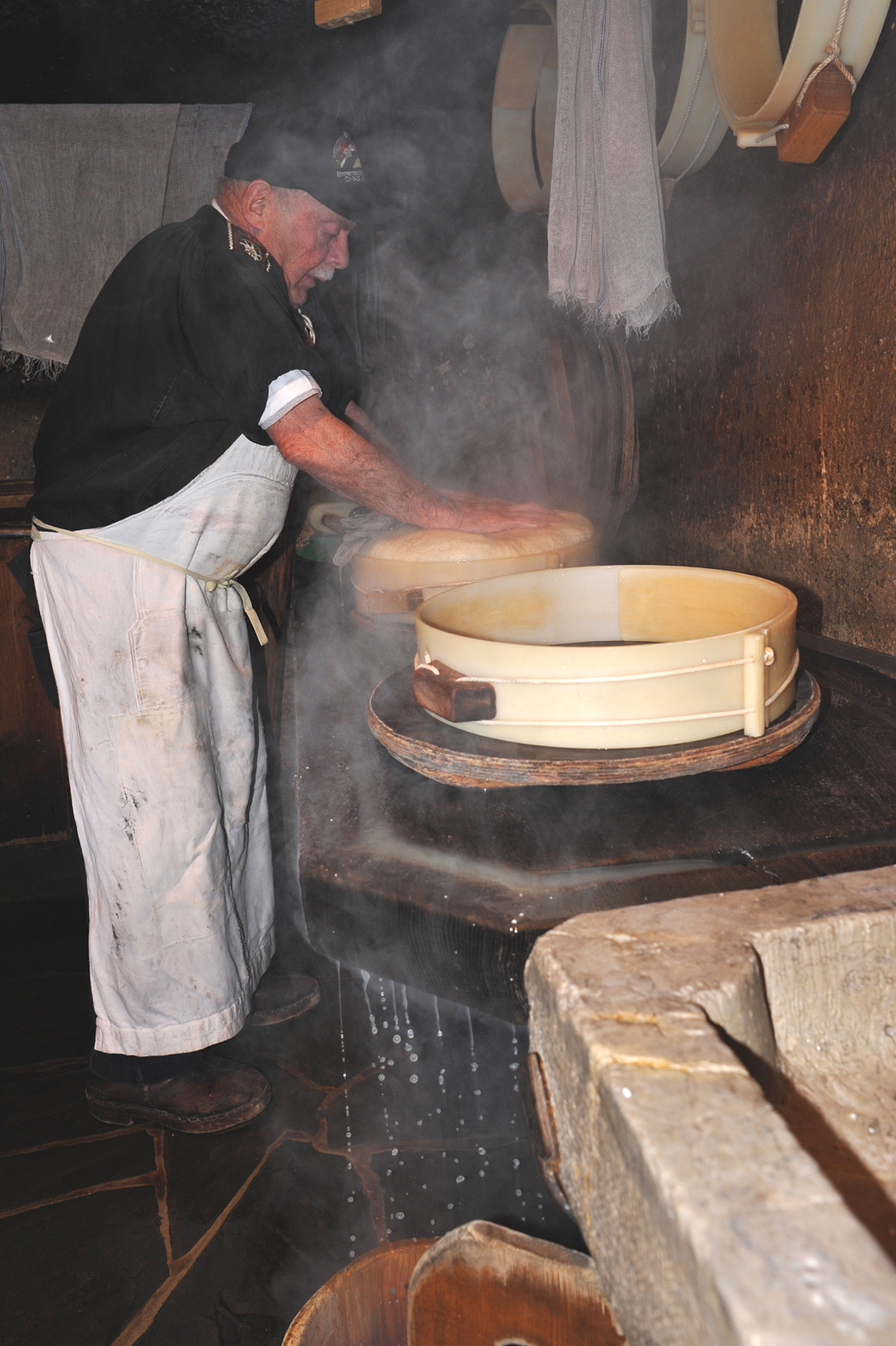
ベルン州の伝統的なチーズ作り

スイスでは、現在でも夏季の高地牧場を使った酪農が残っている。その場合、夏季になると農夫は高地の小屋に住み込んで搾乳・チーズ作りを行ない、谷間では仲間たちが食料作物と干草を作る。夏季を過ぎると乳牛たちは農夫と共に山を降り、畜舎で飼われる。

## 利用
スイスの食文化とチーズは密接な関係にある。
スイス全土で食される代表的なチーズ料理として、ラクレット（茹でたジャガイモにラクレットチーズを溶かして乗せたもの）とフォンデュー（鍋物）の2つを挙げることができる。
現在のスイスでは、ハードチーズよりもフレッシュチーズの方が多く消費されている。
スイス人は一人当たり年に20キログラムのチーズを食べており、これはヨーロッパの平均を大きく上回る。

## 歴史
スイスのチーズの歴史は8000年前まで遡る可能性がある。ヌーシャテル湖の湖上住居が発掘された際、少なくとも紀元前6000年の穴の開いた陶器片が出土し、これが凝乳を水切りするための濾し器と判定された。もっとも、当時その地域で搾乳や乳製品の加工が行なわれていたかは明らかでなく、これは果汁を搾る容器だと考える者も多い。
古代ローマ時代には、スイスですでにチーズの生産が行なわれていた。
15世紀までのスイスでは軟質チーズがひろく生産されたが、16世紀には日持ちする硬質チーズの生産法が伝わり、家庭用の保存食、旅行者や兵士の携行食として重宝された。
また16世紀には天候不順によって穀物生産が衰え、牧畜業が盛んとなり、チーズは重要な輸出品となった。
スイスは元来、農業に利用できる肥沃な平地が少ないこともあり、山の斜面の多くが牧草地になっており、チーズをはじめとする乳製品の収入が現在の農業収入の半分を占めている。
チーズ生産は、過剰生産された牛乳の消費手段という側面も持っている。特に1970年代以降、スイスでは乳牛の搾乳量増大と国内消費の減退が続き、生乳の慢性的な過剰生産が続いており、これがチーズ産業（およびチョコレート産業）が発展した一因ともなっている。